# Élisabeth Bruyère
Pour les articles homonymes, voir Bruyère (homonymie).
Élisabeth Bruyère (L'Assomption, 19 mars 1818 - Ottawa, 5 avril 1876) est une religieuse canadienne fondatrice des sœurs de la charité d'Ottawa et reconnue vénérable par l'Église catholique. On lui doit la création du premier hôpital d'Ottawa et la première école bilingue de l'Ontario.

## Biographie
Élisabeth Bruyère est la fille de Jean Baptiste Charles Bruguier et de Sophie Mercier.
En 1839, elle entre chez les Sœurs de la Charité de Montréal (aussi connues sous le nom de Sœurs Grises de Montréal) et travaille à l'ancien hôpital général de Montréal.
En 1840, elle prend l'habit des Sœurs de la Charité de Montréal après avoir complété un an de postulat.
En 1845, on la sollicite pour aller fonder une communauté religieuse à Bytown dans le Haut-Canada. Le 19 février, elle part avec les sœurs Éléonore Thibodeau, Rodriguez et Saint-Joseph ainsi que Élisabeth Devlin, postulante et Mary Jones, aspirante. Avec ses compagnes, elles fondent des dispensaires, des écoles catholiques, des orphelinats, des maisons de retraite et le premier hôpital de Bytown qui deviendra le futur hôpital d'Ottawa. Elle est aidée par une équipe de médecins, dont Pierre Saint Jean qui devint maire d'Ottawa et député de l'Ontario. Dès leur arrivée à Bytown, elles rendent également visite aux pauvres à domicile, car cela fait partie de la mission des Sœurs Grises.
En 1847, elle lutte avec les autres sœurs contre le typhus qui ravage la région.
En 1854, la communauté des Sœurs Grises de Bytown devient autonome de celle de Montréal et Élisabeth Bruyère devint la mère Élisabeth Bruyère.
Élisabeth Bruyère meurt le 5 avril 1876 à Ottawa.

## Hommage
Le Centre de Santé Élisabeth Bruyère de l'hôpital d'Ottawa porte son nom.
Le 14 avril 2018, le pape François reconnaît l'héroïcité de ses vertus, lui attribuant le titre de vénérable.